# Лемешевичский сельсовет
Лемеше́вичский се́льсове́т (белор. Лемяшэвіцкі сельсавет) — упразднённая административная единица в Пинском районе Брестской области Беларуси. Административный центр — деревня Лемешевичи.

## История
Образован 12 октября 1940 года в составе Пинского района Пинской области БССР, с 8 января 1954 года — Брестской области. 17 апреля 1959 года в состав сельсовета из Кочановичского сельсовета переданы деревни Кривичи, Курадово-I и Курадово-II.
6 октября 2013 года Лемешевичский сельсовет упразднён, его территория включена в состав Лопатинского сельсовета с населёнными пунктами — Болгары, Курадово, Лемешевичи, Теребень, Тупчицы, Христиболовичи, Чёрново-1, Чёрново-2.

## Состав
В состав сельсовета входили следующие населённые пункты: 
- Болгары — деревня
- Курадово — деревня
- Лемешевичи — деревня
- Теребень — деревня
- Тупчицы — деревня
- Христиболовичи — деревня
- Черново-1 — деревня
- Черново-2 — деревня

## Население
По состоянию на 1 января 1998 года сельсовет включал 347 хозяйства, 746 жителей.